# Антонович Валерій Павлович
Професор Вале́рій Па́влович Антоно́вич (нар. 1 лютого 1940, Одеса, Українська РСР, СРСР) — український хімік, доктор хімічних наук (1986).

## Біографія
Народився в українсько-єврейській родині, під час окупації Одеси Румунією потрапив у гетто. Зберіг життя завдяки зусиллям Марії Францівни Цимблер, яка змогла використати своє польске католицьке походження та підкуп для визволення Валерія та його рідної сестри з гетто. Пізніше Марія Францівна всиновила обох дітей, а Валерій Павлович став самим молодим членом Одеської асоціації євреїв — колишніх в'язнів гетто та нацистських концлагерів.
1963 року закінчив Одеський університет. Відтоді працював у Фізико-хімічному інституті імені Олексія Богатського Національної академії наук України (Одеса). Від 1986 року — був завідувачем відділу аналітичної хімії і фізико-хімії координаційних сполук.
Влітку 2020 року облишив наукову діяльність після тривалої коронавірусної інфекції. Помер 23 лютого 2022 року.

## Наукова робота
Проводив наукові дослідження у галузі аналітичної хімії, рідкісних елементів, гідролізу іонів металів, спектрофотометрії, органічних аналітичних реагентів, аналізу природних і технічних матеріалів.
Автор ґрунтовної статті про аналітичну хімію в Енциклопедії сучасної України (2001), статті «Фенілфлуорон» в Хімічній енциклопедії (Москва, 1998).
Разом із Василем Назаренком відзначений премією Всесоюзного хімічного товариства імені Дмитра Менделєєва за монографію «Триоксифлуорони» (1973).
За розробку методів аналітичного контролю нових плівкоутворюючих матеріалів В.П.Антонович разом зі співавторами у 2008 році був нагороджений Державною премією України в галузі науки та техніки.

### Монографії
- Назаренко В. А., Антонович В. П. Триоксифлуороны. — Москва: Наука, 1973.
- Назаренко В. А., Антонович В. П., Невская Е. М. Гидролиз ионов металлов в разбавленных растворах. — Москва: Атомиздат, 1979.
- Антонович В. П., Манджгаладзе О. В., Новоселова М. М. Применение поверхностно-активных веществ в фотометрических методах анализа. — Тбилиси: Издание Тбилисского университета, 1983.
- Антонович В. П., Манджгаладзе О. В., Винарова Л. И., Стоянова И. В., Сербинович В. В. Современные методы определения циркония и гафния, ниобия и тантала. — Одесса: ТЭС, 2001.